# Герб Пенакови
Ге́рб Пенако́ви — офіційний символ містечка Пенакова, Португалія. Використовується як територіальний герб. У синьому щиті срібний замок із трьома баштами, червоними вікнами і брамою. На двох крайніх баштах сидять два чорні круки, обернені один до одного. Обабіч замку дві золоті семикутні зірки, під якими два срібних півмісяці, рогами додолу. Внизу щита дві золоті гори з двома синіми кругами всередині. Щит увінчує срібна мурована містечкова корона з чотирма вежами.  Під щитом біла стрічка, на якій великими літерами напис португальською: «Penacova» (Пенакова).  Офіційно затверджений 12 квітня 1986 року.  

## Галерея

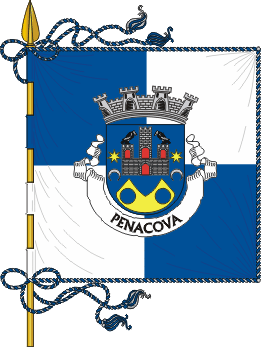
Прапор